# Tillandsia teloloapanensis
Tillandsia teloloapanensis är en gräsväxtart som beskrevs av Renate Ehlers och Lautner. Tillandsia teloloapanensis ingår i släktet Tillandsia och familjen Bromeliaceae. Inga underarter finns listade i Catalogue of Life.